# Druhé Haitské císařství
Druhé Haitské císařství (francouzsky Empire d'Haïti, kreolsky Anpi an Ayiti) byl v letech 1849–1859 stát v Karibiku vytvořený Faustinem Soulouquem, velitelem haitské prezidentské gardy inspirovaný francouzským císařem Napoleonem, který se sám prohlásil císařem Haiti 26. srpna 1849 pod jménem Faustin I., jeho vládu však ukončila revoluce v roce 1859. Dne 15. ledna 1859 byl napaden císařský palác a Faustin donucen k abdikaci téhož dne a k odchodu do exilu.

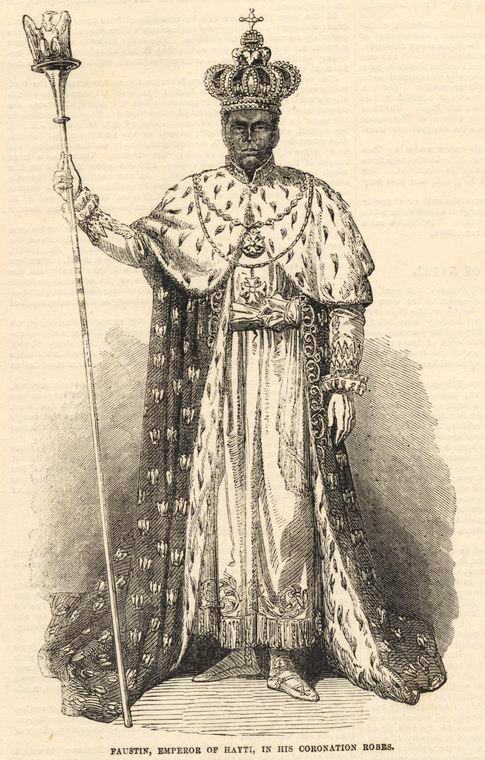
Faustin I. Haitský

## Související
- Dějiny Haiti